# Saint-Didier-la-Forêt
Saint-Didier-la-Forêt è un comune francese di 392 abitanti situato nel dipartimento dell'Allier della regione dell'Alvernia-Rodano-Alpi.

## Società

### Evoluzione demografica
Abitanti censiti